# کاباراگومادیتا
کاباراگومادیتا (به لاتین: Kabaragomaditta) یک منطقهٔ مسکونی در سری‌لانکا است که در استان جنوبی (سری‌لانکا) واقع شده‌است.